# Link (album)
Link (thường được viết cách điệu bằng chữ in hoa) là album phòng thu thứ tư của nữ ca sĩ Việt Nam Hoàng Thùy Linh được phát hành vào ngày 11 tháng 8 năm 2022, nhân dịp sinh nhật lần thứ 34 của nữ ca sĩ.. Album bao gồm 9 ca khúc, trong đó có 3 ca khúc đã ra mắt trước đó là "Gieo Quẻ", "See Tình" và "Đánh Đố".

## Đón nhận

### Đánh giá chuyên môn
Link là album V-Pop đầu tiên được Pitchfork đánh giá và đạt 7,2 điểm.

### Giải thưởng và đề cử
| Giải thưởng               | Năm  | Hạng mục              | Đề cử      | Kết quả   | Tham khảo     |
| ------------------------- | ---- | --------------------- | ---------- | --------- | ------------- |
| TikTok Awards Việt Nam    | 2022 | Âm nhạc của năm       | "See Tình" | Đề cử     | [ 8 ] [ 9 ]   |
| Giải thưởng Làn Sóng Xanh | 2022 | Album của năm         | Link       | Đoạt giải | [ 10 ] [ 11 ] |
| Giải thưởng Làn Sóng Xanh | 2022 | Ca khúc của năm       | "See Tình" | Đoạt giải | [ 10 ] [ 11 ] |
| Giải thưởng Làn Sóng Xanh | 2022 | Bài hát hiện tượng    | "See Tình" | Đề cử     | [ 10 ] [ 11 ] |
| Giải thưởng Làn Sóng Xanh | 2022 | Hòa âm phối khí       | "See Tình" | Đoạt giải | [ 10 ] [ 11 ] |
| Giải thưởng Làn Sóng Xanh | 2022 | Sự kết hợp xuất sắc   | "Gieo Quẻ" | Đề cử     | [ 10 ] [ 11 ] |
| Giải thưởng Làn Sóng Xanh | 2022 | MV của năm            | "Gieo Quẻ" | Đề cử     | [ 10 ] [ 11 ] |
| Giải thưởng Làn Sóng Xanh | 2023 | MV của năm            | "Bo Xì Bo" | Đoạt giải | [ 12 ]        |
| Giải thưởng Cống hiến     | 2023 | Album của năm         | Link       | Đoạt giải | [ 13 ] [ 14 ] |
| Giải thưởng Cống hiến     | 2023 | Bài hát của năm       | "Gieo Quẻ" | Đề cử     | [ 13 ] [ 14 ] |
| Giải thưởng Cống hiến     | 2023 | Video âm nhạc của năm | "Gieo Quẻ" | Đoạt giải | [ 13 ] [ 14 ] |

## Danh sách ca khúc
| STT              | Nhan đề                                                                                | Sáng tác                                      | Sản xuất                                         | Thời lượng |
| ---------------- | -------------------------------------------------------------------------------------- | --------------------------------------------- | ------------------------------------------------ | ---------- |
| 1.               | "Gieo Quẻ" (hợp tác với Đen)                                                           | Khắc Hưng Nguyễn Đức Cường                    | Khắc Hưng                                        | 3:18       |
| 2.               | "See Tình"                                                                             | DTAP                                          | DTAP                                             | 3:05       |
| 3.               | "Lúc Thấy Lúc Không"                                                                   | DTAP                                          | DTAP                                             | 2:53       |
| 4.               | "Bắt Vía" (hợp tác với Wren Evans và Mew Amazing)                                      | Lê Phan Lê Đức Hùng                           | DTAP Wren Evans                                  | 3:24       |
| 5.               | "Không một bài hát nào có thể diễn tả cảm xúc của em lúc này." (hợp tác với Thanh Bùi) | DTAP Bùi Vũ Thanh                             | DTAP                                             | 4:00       |
| 6.               | "Bo Xì Bo"                                                                             | DTAP                                          | DTAP                                             | 2:52       |
| 7.               | "Trưởng Nữ Chạy Trốn"                                                                  | DTAP                                          | DTAP                                             | 3:15       |
| 8.               | "Đánh Đố" (hợp tác với Thanh Lam và Tùng Dương)                                        | Hồ Hoài Anh Trần Khánh Ly Nguyễn Khắc Ngân Vi | Triple D Hoàng Thùy Linh [ a ] Thịnh Kainz [ a ] | 4:28       |
| 9.               | "Hạ Phỏm"                                                                              | Khắc Hưng                                     | Khắc Hưng                                        | 3:15       |
| Tổng thời lượng: | Tổng thời lượng:                                                                       | Tổng thời lượng:                              | Tổng thời lượng:                                 | 30:42      |

1. 1 2  Được ghi nhận là nhà sản xuất giọng hát.